# Maninka
Maninka is de naam van nauw verbonden talen en dialecten uit de zuidoostelijke Manding ondergroep van de Mande tak van de Niger-Congotalen. Het is de moedertaal van het Malinke volk en wordt gesproken door 3.300.000 mensen in Guinee en Mali, waar het nauw verbonden Bambara de nationale taal is, en ook in Liberia, Senegal, Sierra Leone en Ivoorkust, waar het geen officiële status heeft. De Ethnologue report somt de volgende variaties op, maar de verschillen zijn onduidelijk:
- Oostelijk Maninkakan, ook Malinke of Maninka genoemd, gesproken door 1.890.000 personen in Guinee en ca. 200.000 in Liberia en Sierra Leone;
- Maninka, Konyanka, gesproken door 128.000 personen in Guinee;
- Maninka, Sankaran, ook Faranah genoemd, gesproken in Guinee;
- Bos-Maninka, een deel van de Maninka-Mori groep samen met Wojenaka, Worodougou, Koro, Koyaga, en Mahou, gesproken door 15.000 personen in Ivoorkust.